# Lysiteles bhutanus
Lysiteles bhutanus (лат.) — вид пауков семейства пауки-бокоходы (Thomisidae), который встречается в Бутане и провинции Юньнань в Китае.